# Lauras stjärna (film)
Lauras stjärna (tyska: Lauras Stern) är en tysk datoranimerad tecknad film från 2004. Filmen är baserad på barnboken Lauras stjärna av Klaus Baumgart. 
Filmen hade biopremiär i Tyskland 23 september 2004. Under den första veckan såg 245 589 tittare filmen; totalt såg 1 353 517 tittare filmen. Detta gör filmen till den 31:a mest framgångsrika filmen 2004.
Filmen släpptes på DVD i Sverige av Warner Bros. den 9 augusti 2006.

## Handling
Laura flyttar från landet in till stan med sin familj. Efter ett nattligt stjärnfall hittar hon en liten skadad stjärna i parken och tar med sig den hem. Hon plåstrar om dess trasiga udd och blir snabbt vän med stjärnan. Den förtrollar Lauras leksaker och hjälper henne att känna sig lite mer bekväm i storstaden. Men Laura märker snart att stjärnan har hemlängtan och håller på att förlora sin ljusstyrka. 
En kväll när Laura försöker föra sin mammas cellobåge till operan med hjälp av stjärnan, kraschar hon med stjärnan och den påklistrade udden lossnar. Med hjälp av grannpojken Max och solen i operan kan hon läka stjärnan och föra den tillbaka till stjärnhimlen. Efter detta äventyr känner hon sig hemma i den nya staden. 

## Rollista
- Céline Vogt – Laura
- Sandro Iannotta – Tommy
- Maximilian Artajo – Max
- Brit Gülland – Mama
- Heinrich Schafmeister – Papa
- Mirco Nontschew – mekanisk katt / björn
- Martin Reinl – liten hare
- Eva Mattes – solen
- Peter Fitz – månen
- Mogens von Gadow – byggnadsintendent
- Hildegard Krekel – städerska
- Adrian Wilms – Harry
- Carolin von der Groeben – Harrys gäng
- Adrian Killian – Harrys gäng
- Tobias Klausmann – Harrys gäng

## Bakgrund
Enligt Baumgart använde de olika element från den tecknade serien från 2002. Stadens byggnader och karaktärernas utveckling behövde inte tas om från början. Men nya huvudpersoner till förmån för dramaturgin introducerades, som grannpojken Max och Lauras livliga och gosiga leksaker.

## Produktion
Filmen producerades av Rothkirch Cartoon Film, MotionWorks och Animationsfabrik i samproduktion med Warner Bros. och Comet Film.

## Musik
Filmmusiken komponerades av Hans Zimmer och Nick Glennie-Smith och spelades in av Babelsberg German Film Orchestra. Låtarna i filmen sjöngs av det tyska bandet Wonderwall. Filmens officiella soundtrack varar i nästan 70 minuter och distribueras av BMG Music Publishing.

## Utmärkelser
- Tyska filmpriset - Bästa barn- och ungdomsfilm (2005)[4]
- Chicago International Children's Film Festival (2005)
- Den tyska film- och medieutvärderingen FBW i Wiesbaden tilldelade filmen titeln värdefull.

## Uppföljare
En direkt-till-DVD-produktion Lauras Weihnachtsstern släpptes 1 december 2006. Piet De Rycker och Thilo Rothkirch regisserade igen. 
24 september 2009 släpptes filmen Lauras Stern und der geheimnisvolle Drache Nian på bio, 13 oktober 2011 följde Lauras Stern und die Traummonster. 